# Okkult (Barathrum)
Okkult è il sesto album in studio del gruppo musicale finlandese Barathrum, pubblicato nel 2000 dalla Spinefarm Records.

## Tracce
1. Magic in Atmosphere – 1:20
2. The Darkness Has Landed – 2:40
3. Bride of Lucifer – 4:07
4. Virgin Blood Spiller – 3:50
5. Halfheart – 3:52
6. I Am Very Possessed – 4:46
7. Land of Tears – 3:40
8. Whores of Hades – 4:50
9. Devilish Sign – 3:10
10. Fatal Bite – 4:30

## Formazione

### Gruppo
- Demonos Sova – voce
- G'thaur – basso, voce addizionale
- Anathemalignant – chitarra, voce addizionale
- Nuklear Tormentörr – basso, voce addizionale
- Beast – batteria, voce addizionale
- Somnium – chitarra, tastiera
- Trollhorn – tastiera, sintetizzatore